# Platygonus
Platygonus is een geslacht van uitgestorven pekari's. De soorten uit dit geslacht leefden van het Mioceen tot Holoceen met Platygonus compressus als bekendste soort.

## Fossiele vondsten
Het geslacht ontwikkelde zich in het Hemphillian in Noord-Amerika, waar het wijdverspreid was. Platygonus migreerde tijdens de Great American Biotic Interchange zuidwaarts en Zuid-Amerikaanse fossielen dateren uit het Midden-Plioceen tot Vroeg-Pleistoceen. In de Verenigde Staten overleefde Platygonus tot ongeveer 11.000 jaar geleden. Fossielen zijn verder bekend uit Panama.

## Kenmerken
Platygonus was een pekari die groter was dan zijn hedendaagse verwanten met een lengte van een meter, een schouderhoogte van vijfenzeventig centimeter en een gewicht van vijftig kilogram. De geslachtsnaam betekent 'platte kop' en verwijst naar de vlakke vorm van het voorhoofd. De poten waren lang en stelden Platygonus in staat om snel te rennen. Platygonus was een herbivoor die graslanden bewoonde en net als de huidige soorten was het een sociaal dier. De pekari voedde zich met taaie vegetatie, maar isotoopanalyse laat zien dat het voedingspatroon van Platygonus per periode wisselde, mogelijk als reactie op klimaatsveranderingen. Tijdens het Blancan en Rancholabrean was Platygonus een knabbelaar, maar in het tussenliggende Irvingtonian meer een grazer. De lange scherpe hoektanden dienden waarschijnlijk om zich te kunnen verdedigen tegen roofdieren.